# Jacopo Zabarella
Jacopo Zabarella (ur. 5 września 1533, zm. 15 października 1589 w Padwie) – włoski filozof renesansowy, logik, przedstawiciel arystotelizmu, kontynuator Pomponazziego.

## Życiorys
Urodził się w rodzinie szlacheckiej, kształcił się na Uniwersytecie w Padwie, gdzie uzyskał doktorat w 1553 roku. Jego nauczycielami byli: Francesco Robortello w kierunku nauk humanistycznych, Bernardino Tomitano – w kierunku logiki, Marcantonio Genua z dziedziny fizyki i metafizyki, Pietro Catena z zakresu matematyki .

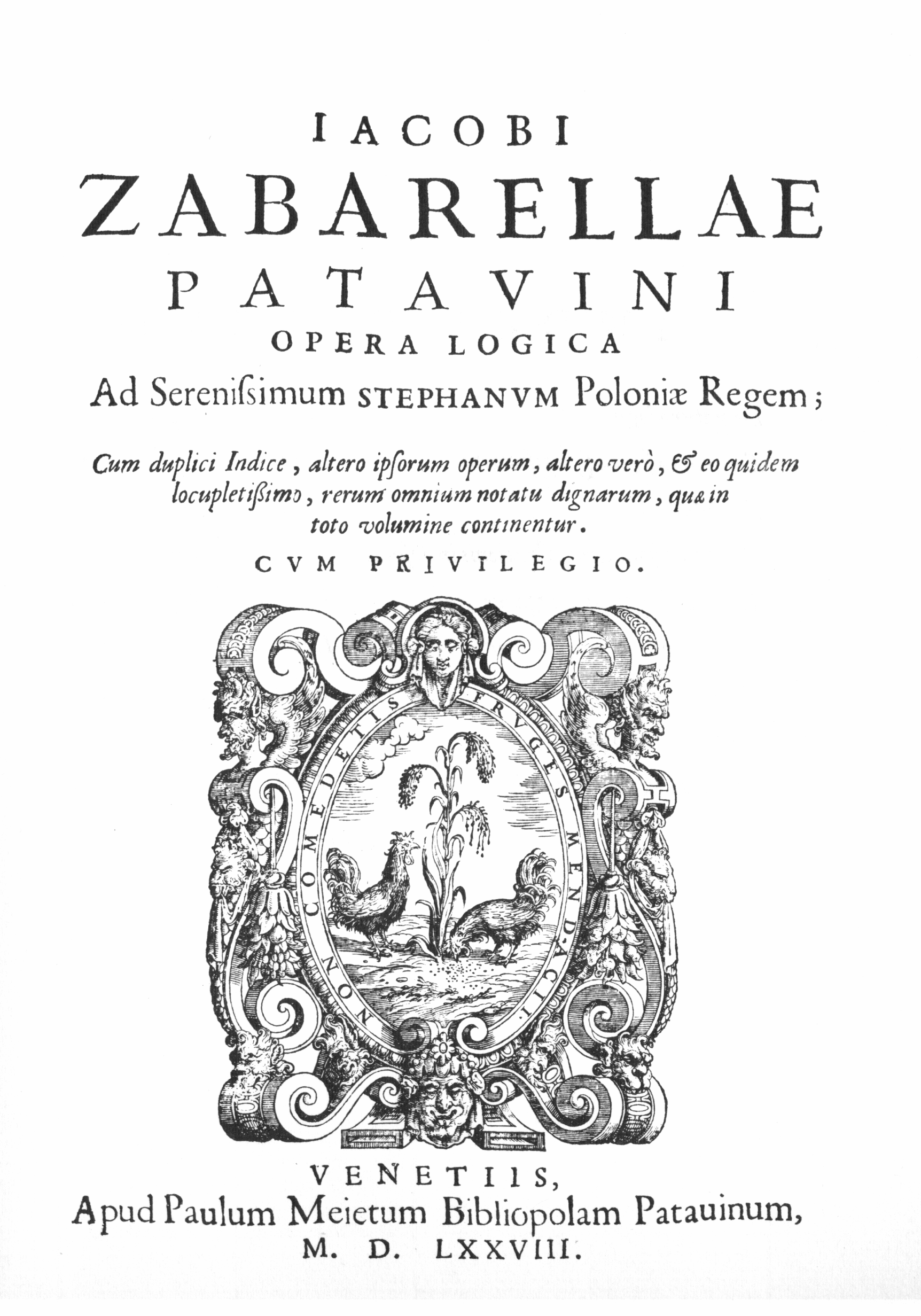

Pierwszym opublikowanym dziełem była Opera Logica (Wenecja 1578) – dzieło, które dedykowane zostało królowi Stefanowi Batoremu.

## Twórczość
- Opera Logica (1578)
- Tabula logicae (1580)
- In duos Aristotelis libros Posteriores Analyticos comentarii (1582)
- De doctrinae ordine apologia (1584)
- De rebus naturalibus libri XXX (1590).
- In libros Aristotelis Physicorum commentarii (1601)
- In tres libros Aristotelis De anima commentarii (1605)